# اشتاینرکیرشن آندر ترون
اشتاینرکیرشن آندر ترون (به آلمانی: Steinerkirchen an der Traun) یک منطقهٔ مسکونی در اتریش است که در ناحیه ولس لند واقع شده‌است. اشتاینرکیرشن آندر ترون ۳۳٫۵ کیلومتر مربع مساحت دارد ۳۸۱ متر بالاتر از سطح دریا واقع شده‌است.